# Алвареш, Элсиу
Элсиу Алвареш (порт. Élcio Álvares; 28 сентября 1932, Уба, штат Минас-Жерайс — 9 декабря 2016, Витория, штат Эспириту-Санту) — бразильский юрист, журналист и государственный деятель, губернатор штата Эспириту-Санту (1975—1979), федеральный депутат и сенатор (соответственно в 1971—1975 и 1991—1998 годах), министр промышленности, торговли и туризма (1994—1995) и министр обороны Бразилии (1999—2000).

## Биография и карьера
Родился в семье механика, в 1937 году вместе с родителями переехал в Виторию (штат Эспириту-Санту).
Получил высшее образование на юридическом факультете Федерального университета Эспириту-Санту, окончив его в 1955 году со степенью бакалавра права.
В период учёбы, в мае 1953 года женился на Ирене Росинду да Силве; в браке впоследствии родилось двое детей — Александр Росинду Алвареш и Элсиу Алвареш-младший.
В 1966 году впервые участвовал в выборах в Палату депутатов федерального законодательного собрания от штата Эспириту-Санту, представляя правящую партию периода военной диктатуры, Альянс национального возрождения, но проиграл их, однако был сделан заместителем избранного депутата Раймунду де Араужо Андраде. В 1970 году вновь начал предвыборную кампанию, однако ещё до подведения итогов выборов был призван занять депутатское кресло в связи с самоубийством Андраде. Через несколько дней результаты выборов также показали, что он получил большинство голосов в своём округе, что обеспечило ему депутатский мандат созыва 1971—1974 годов.
В июне 1974 года новоизбранный президент Бразилии Эрнесту Гайзел назначил его губернатором штата Эспириту-Санту, этот пост он занимал до марта 1979 года.
В течение двух каденций (1991—1994 и 1995—1999) был федеральным сенатором от Эспириту-Санту (1991—1994; 1995—1999).
В 1994—1995 годах — министр промышленности, торговли и туризма в правительстве Итамара Франку.
При учреждении в 1999 году президентом Фернанду Кардозу Министерства обороны Бразилии, после отказа других кандидатов на пост, стал первым министром обороны Бразилии (1999—2000). Его назначение, как «аутсайдера» из маленького штата и без значительного политического веса, было встречено критикой, его обвиняли в коррупции и фаворитизме, а также в связях с организованной преступностью в штате Эспириту-Санту. В январе 2000 года он был отправлен в отставку и на должность министра был назначен Гералду Магела.
В 2006—2014 годах был депутатом региональной легислатуры штата Эспириту-Санту.
С 23 февраля 2015 года занимал пост генерального директора/президента страховой компании Banestes Seguros.
Умер 9 декабря 2016 года в возрасте 84 лет. Похоронен на кладбище Jardim da Paz.

## Дополнительные ссылки
- Jornalista diz que Élcio Alvares mentiu ao afirmar que não perseguiu Miriam Leitão (порт.). Século Diário (27 августа 2014). Дата обращения: 15 декабря 2016. Архивировано из оригинала 16 января 2016 года.